# نمایشگاه کتاب هلسینکی
نمایشگاه کتاب هلسینکی (انگلیسی: Helsinki Book Fair، فنلاندی: Helsingin kirjamessut) یک نمایشگاه بازرگانی سالانه برای کتاب است که از سال ۲۰۰۱ برگزار می‌شود. این نمایشگاه در ماه اکتبر در مرکز نمایشگاه‌ها و همایش‌های هلسینکی در هلسینکی، فنلاند برگزار می‌شود.

## موضوعات نمایشگاهی
- ۲۰۰۶: بریتانیا
- ۲۰۰۷: نروژ
- ۲۰۰۹: سوئد
- ۲۰۱۰: فرانسه
- ۲۰۱۱: استونی
- ۲۰۱۲: مجارستان
- ۲۰۱۳: آلمان
- ۲۰۱۴: ایتالیا
- ۲۰۱۵: روسیه
- ۲۰۱۶: ادبیات و فرهنگ شمال اروپا
- ۲۰۱۷: فنلاند
- ۲۰۱۸: ایالات متحده
- ۲۰۱۹: فرانسه
- ۲۰۲۰: آینده
- ۲۰۲۱: گفتگو
- ۲۰۲۳: قدرت
- ۲۰۲۴: آینده